# Терешков, Алексей Дмитриевич
Алексе́й Дми́триевич Терешко́в (17 марта 1893, Корма, Гомельский уезд, Могилёвская губерния, ныне Добрушский район, Гомельская область, Беларусь — 18 марта 1960, Горький) — советский военачальник, Герой Советского Союза (6.04.1945). Генерал-лейтенант (20.04.1945). 

## Молодость и первая мировая война
Алексей Дмитриевич Терешков родился в селе Корма Гомельского уезда Могилёвской губернии, ныне Добрушского района Гомельской области Беларуси, в крестьянской семье. Белорус. С детства работал плотником, затем каменщиком в строительной артели вместе с отцом. Строил дома в Москве, Киеве. В 1910-1912 годах строил казармы для расквартирования Варшавского пехотного полка в Шуе (ныне известны как «Красные казармы»).
В октябре 1914 года был призван в Русскую императорскую армию. Служил в запасном пехотном полку в Чите, там окончил учебную команду в мае 1915 года. С мая 1915 года воевал в составе 5-го Сибирского стрелкового полка в чинах младшего и старшего унтер-офицера, на фронте был назначен командиром взвода. В боях был четырежды ранен. Награждён тремя Георгиевскими крестами и тремя Георгиевскими медалями. После последнего ранения в январе 1917 года долго лечился в госпитале в Таганроге, затем ему был предоставлен длительный отпуск для поправки здоровья. Вернулся в родное село. В январе 1918 года демобилизовался из армии по месту жительства.

## Революция и гражданская война
Активный участник революционных событий 1917 года. Сразу после Февральской революции 1917 года вступил в партию большевиков, создал партийную организацию в Корме. После Октябрьское революции был одним из руководителей установления Советской власти в Корме и окрестных сёлах.
С началом германской интервенции создал и возглавил 1-й Революционный Кормянский партизанский отряд, во главе которого два месяца вёл боевые действия против оккупантов в Белоруссии. В апреле 1918 года отряд перешёл линию фронта и на станции Рассуха был включен в Красную Армию. В мае Терешков был назначен командиром роты 1-го Ленинского стрелкового полка. Активный участник Гражданской войны. Затем был членом реввоенсовета 1-й Орловской стрелковой бригады, действовавшей под Новозыбковым, а в августе направлен для организации советской работы в город Карачёв. В ноябре 1919 года был зачислен в 2-ю стрелковую дивизию командиром роты 15-го стрелкового полка и участвовал в обороне Петрограда, а затем в преследовании разбитой Северо-Западной белой армии до Пскова. В мае 1920 года вся дивизия была переброшена с советско-латвийской границы на Западный фронт и участвовала в советско-польской войне. Там Терешков участвовал в Майской, Июльской и Варшавской операциях. В октябре 1920 года назначен командиром батальона 13-го стрелкового полка этой дивизии.

## Межвоенное время
После окончания боевых действий с Польшей в ноябре 1920 года направлен учиться, в 1921 году окончил Высшие повторные курсы при штабе Западного фронта. После их окончания вернулся в 2-ю стрелковую дивизию, где был командиром батальона 15-го стрелкового полка, начальником курсов младших командиров в 5-й стрелковой бригаде и исполнял должность помощника командира 13-го стрелкового полка. С декабря 1921 года вновь учился в Высшей тактическо-стрелковой школе командного состава РККА имени III Коминтерна (вскоре переименованы в курсы «Выстрел»), после их окончания опять вернулся в 2-ю стрелковую дивизию, где был начальником пешей разведки 5-го стрелкового полка и с сентября 1922 по сентябрь 1926 года — командиром батальона 13-го стрелкового полка.
В 1928 году окончил Высшую военно-педагогическую школу имени В. И. Ленина в Ленинграде. В августе 1928 года направлен в Рязанскую пехотную школу имени К. Е. Ворошилова, где служил преподавателем тактики, начальником штаба школы, командиром батальона курсантов. С июля 1937 года — командир 4-го стрелкового полка 2-й стрелковой дивизии Белорусского военного округа.
В 1938—1939 годах участвовал в гражданской войне в Испании, будучи советником при командире 5-го корпуса республиканской армии. За отличия на этой войне был награждён своим первым орденом — им стал орден Красного Знамени. После возвращения в мае 1939 года назначен помощником командира 18-го стрелкового корпуса 2-й Отдельной Краснознамённой армии на Дальнем Востоке.
4 июня 1940 года присвоено воинское звание генерал-майор. В 1941 году окончил курсы усовершенствования высшего начальствующего состава при Военной академии РККА имени М. В. Фрунзе.

## Великая Отечественная война
В начале Великой Отечественной войны генерал-майор А. Д. Терешков был 11 июля 1941 года назначен командиром 27-й запасной стрелковой бригады, которую ему же и было поручено сформировать на Дальневосточном фронте. Но уже в августе 1941 году он получил приказ о формировании на базе этой бригады 413-й стрелковой дивизии и о своём назначении её командиром.
В октябре 1941 года 413-я стрелковая дивизия генерала Терешкова была в числе тех сибирских и дальневосточных соединений, которые были спешно переброшены с Дальнего Востока на Московское направление в связи с катастрофическим для советских войск началом немецкого генерального наступления на Москву (Операция «Тайфун»). К концу октября 1941 года дивизия прибыла в состав 50-й армии Брянского фронта (10 ноября вместе в армией дивизия передана Западному фронту) и приняла участие в Тульской оборонительной операции на дедиловском направлении. 31 октября 1941 года полки дивизии разгрузились на станции Сталиногорск-Северная и, потеснив немецкие войска, заняли оборону на рубеже Нижние Присады, Озерки, Сергиевское, Трушкино. С 9 ноября по 5 декабря части дивизии отражали удары немецкой 2-й танковой группы генерал-полковника Гейнца Гудериана на дедиловском направлении. Под ударами превосходящих сил противника части дивизии отошли на северный берег реки Шат и закрепились на рубеже Марвино, Петрово, а затем участвовали в нанесении контрудара.
В конце ноября части дивизии обороняли город Венёв Тульской области, а генерал А. Д. Терешков был назначен командиром Венёвского боевого участка, которому были подчинены 173-я (полковник А. В. Богданов) и 129-я (полковник А. В. Гладков) стрелковые, 31-я кавалерийская дивизия (полковник Я. Н. Пивнев) и две танковые бригады, ослабленные в боях. Активной обороной противник был задержан под Венёвым на 5 дней. 24 ноября немецким войскам удалось занять город с большими потерями. За время оборонительных боёв части дивизии уничтожили свыше 100 танков противника.
В декабре в рамках Тульской наступательной операции дивизия начала наступление в направлении Щёкино, Жидков, освободив эти города. В ходе последующей Калужской наступательной операции 26 декабря части дивизии овладели городом Лихвин, а 29 декабря — станцией Воротынск. Позднее под командованием генерала А. Д. Терешкова 413-я стрелковая дивизия участвовала в Ржевско-Вяземской наступательной операции 1942 года и в ряде последующих локальных наступательных и оборонительных операций Западного фронта в 1942 году.
28 мая 1943 года как лучший командир дивизии в 50-й армии генерал-майор А. Д. Терешков назначен командиром 38-го стрелкового корпуса, который возглавлял до Победы. Корпус в составе 50-й, 10-й, 49-й и 33-й армий Западного, 1-го Белорусского и 2-го Белорусского фронтов принимал участие в Смоленской, Брянской, Гомельско-Речицкой наступательных операциях. В Белорусской стратегической наступательной операции генерал-майор А. Д. Терешков успешно действовал при окружении и уничтожении Могилёвской группировки противника, а в ходе Минской операции обеспечил высокий темп наступления, с ходу освободив города Чаусы и Червень Минской области. Корпус отличился при форсировании Вислы в районе города Пулавы и удержании пулавского плацдарма.
Командир 38-го стрелкового корпуса 33-й армии 1-го Белорусского фронта генерал-майор А. Д. Терешкова особенно отличился в ходе Висло-Одерской стратегической наступательной операции. В первый день наступления армии, 14 января 1945 года, корпус прорвал долгосрочную многоэшелонированную оборону противника против пулавского плацдарма и приступил к преследованию врага. С ходу форсировав реку Варта, бойцы корпуса за 15 суток с боями прошли 400 километров и первыми из стрелковых подразделений фронта вступили на территорию Германии — в провинцию Бранденбурга, форсировали Одер и захватили плацдарм в районе города Фюрстенберг.
За образцовое выполнение боевых заданий Командования на фронте борьбы с немецкими захватчиками и проявленные при этом отвагу и геройство Указом Президиума Верховного Совета СССР от 6 апреля 1945 года генерал-майору Терешкову Алексею Дмитриевичу присвоено звание Героя Советского Союза с вручением ордена Ленина и медали «Золотая Звезда».
Успешно действовал корпус под его командованием и в Берлинской наступательной операции (тогда он был передан в 3-ю ударную армию), отличившись при взятии Франкфурта-на-Одере и при штурме Берлина.
За время войны А. Д. Терешков был два раза упомянут в благодарственных в приказах Верховного Главнокомандующего.

## Послевоенные годы
После Победы 38-й стрелковый корпус в июле 1945 года был расформирован, а генерал-лейтенант А. Д. Терешков в августе направлен в распоряжение Главнокомандующего советскими войсками на Дальнем Востоке Маршала Советского Союза А. М. Василевского и участвовал в советско-японской войне. С ноября 1945 года — командир 113-го стрелкового корпуса (39-я армия), управление которого дислоцировалось в Порт-Артуре. С января 1947 года корпус был расформирован, а генерал-лейтенант Терешков назначен командиром 5-го гвардейского стрелкового корпуса этой же армии (управление дислоцировалось в Цзиньчжоу). С мая 1950 года — помощник командующего войсками Горьковского военного округа по военно-учебным заведениям. В июне 1953 года генерал-лейтенант А. Д. Терешков уволен в отставку по болезни.
Проживал в городе Горьком. Умер 18 марта 1960 года.

## Награды
- Медаль «Золотая Звезда» № 6445 Героя Советского Союза (6 апреля 1945)
- Два ордена Ленина (21 февраля 1945, 6 апреля 1945)
- Четыре ордена Красного Знамени (22 февраля 1939, 2 января 1942, 3 ноября 1944, 20 июня 1949)
- Орден Суворова II степени (№ 488 от 28 сентября 1943)
- Орден Кутузова II степени (№ 1379 от 29 мая 1945)
- Медали[11][12].

## Память
Именем А. Д. Терешкова названы:
- улица в городе Добруш (Гомельская область)
- улица в деревне Корма (Добрушский район, Гомельская область)
- школа в деревне Корма
- улица в селе Малокурильское
- улица в городе Болохово

Мемориальная доска в его честь установлена на доме № 106б по улице Белинского в Нижнем Новгороде.
- В Добруше (Гомельская область) на территории Мемориального комплекса «Память» установлены стелы с именами уроженцев района – Героев Советского Союза. На одной из стел указано имя А. Д. Терешкова.

## Документы
- 413 стрелковая дивизия на 31.10.1941-28.02.1943 гг. Фонд 413 стрелковая дивизия. Опись 1. Дело 2.